# Michel Alberganti
Pour les articles homonymes, voir Alberganti.
Michel Alberganti, né le 25 mai 1955 à Clichy et mort le 15 mars 2021 à Rueil-Malmaison, est un producteur de radio, journaliste et écrivain français. 

## Biographie
Il est diplômé de l'École nationale supérieure d'Arts & Métiers en 1974.
Ingénieur, il part en coopération au Soudan où il travaille sur les systèmes de production locale d'énergie solaire, puis entre au Bureau Veritas où il s'occupe de certification de navires de transport de gaz.
Il commence sa carrière de journaliste en 1983 dans la presse technique (Industrie et Technologies) avant de travailler aux Échos, au Revenu français Hebdo et à l'Usine nouvelle.
Journaliste scientifique au Monde à partir de 1995, il y est l'auteur de nombreux articles et dossiers. De 2003 à 2006, il produit sur France Culture l'émission Science frictions. Puis il y anime Science publique, un magazine hebdomadaire de débat sur la science, la médecine, l'environnement, la technologie et son impact sur la société. En février 2009, il quitte le journal Le Monde et, tout en continuant son émission sur France Culture, il crée la Sarl VideoScopie Production, spécialisée dans la production de vidéos pour les sites Internet. En juillet 2010, il crée le blog En quête de science sur le site de France Culture.

## Prise de position
Michel Alberganti défend l'exploitation du gaz de schiste en France sous condition, il propose « d'affecter une part des bénéfices générés à la constitution d’une filière solaire digne de ce nom, à financer les éoliennes en mer ou à développer les hydroliennes », une prise de position qui appelle à rouvrir le débat et offre un pont entre le politique et l'économie, sans toutefois aborder le réchauffement climatique.

## Publications
- Le multimédia, la révolution au bout des doigts, Le Monde Éditions, 1997  (ISBN 978-2-501-02600-0)
- À l'école des robots ? : l'informatique, l'école et vos enfants, Éd. Calmann-Lévy, 2000  (ISBN 978-2-702-13088-9)
- Sous l'œil des puces : la RFID et la démocratie, Éd. Actes Sud, 2007  (ISBN 978-2-742-76701-4)
- La RFID : quelles menaces, quelles opportunités ? (avec Pierre Georget), Bordeaux, Prométhée, coll. « Pour ou contre ? », 2008  (ISBN 978-2-916-62303-0)